# Swojczany
Swojczany – wieś w Polsce położona w województwie małopolskim, w powiecie miechowskim, w gminie Charsznica.
| SIMC    | Nazwa      | Rodzaj    |
| ------- | ---------- | --------- |
| 0233709 | Augustynów | część wsi |
| 0233715 | Brzeżki    | część wsi |
| 0233721 | Kolonia    | część wsi |
| 0233738 | Sucha      | część wsi |
| 0233744 | Suśna      | część wsi |
| 0233750 | Ścięgna    | część wsi |

W latach 1975–1998 miejscowość administracyjnie należała do województwa kieleckiego.